# 可发酵糖
可发酵糖是通常在发酵行业用到的术语。指可被酵母菌利用被转化为酒精和其它副产物的糖类。包括蔗糖、麦芽糖、葡萄糖、果糖和半乳糖等。